# کیم اندرسون
کیم اندرسون (انگلیسی: Kim Andersson؛ زادهٔ ۲۱ اوت ۱۹۸۲) بازیکن هندبال اهل سوئد است.
از باشگاه‌هایی که در آن بازی کرده‌است می‌توان به اشاره کرد.